# Риф (остров)
Риф (нидерл. het Rif, з.-фриз. Rif) — маленький необитаемый остров, скорее бар, в Ваттовом море в составе Западно-Фризских островов. Административно принадлежит общине Северо-Восточная Фрисландия провинции Фрисландия в Нидерландах. Географически располагается между островами Амеланд и Схирмонниког и к северу от острова Энгелсманплат.
Риф является частью системы Энгелсманплата и отделён от неё Смериггатом, проливом, который заилился в 2012 году, так что Риф, вероятно, будет расти в сторону Энгелсманплата. Риф работает как волнорез для волн из Северного моря и, таким образом, защищает Энгелсманплат.
Песчаный бар образован морскими дюнами высотой около 1,5 метров над уровнем моря, при этом в течение уже нескольких лет идёт процесс дюнообразования. Остров появился вследствие перекрытия дамбой залива Лауверсзе в 1969 году. В результате через пролив между Амеландом и Схирмонникогом стало поступать меньше воды, что привело к заилению. В результате западный берег Схирмонникога стал намываться, и с той стороны образовалась песчаная отмель, которую назвали Рифом. В 1990-х годах это была пустынная местность без растительности. В 2004 году солерос смог укорениться в некоторых местах. В 2012 году середняя высота дюн на острове была оценена в 2,3 метра.
Песчаная отмель служит местом гнездования для речной крачки, полярной крачки и малой крачки. Въезд на остров запрещён в период размножения, с мая по август. Остров также является местом отдыха для многочисленных тюленей.